# Amsterdam (Ohio)
Amsterdam is een dorp in Jefferson County in de Amerikaanse staat Ohio. Volgens de volkstelling in 2000 telde het dorp 568 inwoners. Het dorp heeft een oppervlakte van 0,8 km². Amsterdam is gelegen op het kruispunt van de State Routes 43 en 164.

## Plaatsen in de nabije omgeving
De onderstaande figuur toont nabijgelegen plaatsen in een straal van 20 km rond Amsterdam.